# Pteromalus paludicola
Pteromalus paludicola är en stekelart som beskrevs av Boucek 1972. Pteromalus paludicola ingår i släktet Pteromalus och familjen puppglanssteklar.
Artens utbredningsområde är:
- Tjeckien.
- Sverige.

Arten är reproducerande i Sverige. Inga underarter finns listade i Catalogue of Life.